# Heinrich Racker
Heinrich Noe Racker, auch Enrique Racker, geboren als Hirsch Noach Rosenfeld (* 3. Juli 1910 in Neu-Sandez, (Galizien) Österreich-Ungarn; † 28. Januar 1961 Buenos Aires, Argentinien) war ein polnisch-argentinischer Musiker, Psychologe, Musikwissenschaftler und Psychoanalytiker.

## Biografie
Hirsch Noach Rosenfeld wurde als zweites von drei Kindern in einer jüdischen Familie geboren. Seine Eltern waren Naphtali Meier Rosenfeld (1879–1937) und Ella, geborene Spira. Sein Vater war als Kaufmann und Herausgeber einer zionistischen Zeitung „Wiener Morgenzeitung“ in der „Jüdischen Zeitungs- und Verlagsgesellschaft m.b.H.“  tätig, deren Hauptaktionär er war. Sein Bruder Efraim Racker war ein bekannter Biochemiker. Eine Schwester war Miriam (* 1908).
Im Jahre 1914, nach dem Ausbruch des Ersten Weltkrieges, floh die Familie nach Wien. Die Familie wohnte zunächst in Wien 2, Taborstraße 52b/18. Racker besuchte nach der Volksschule in Wien 2, Obere Augartenstraße, vom Jahre 1921 bis 1929 das Realgymnasium in Wien 2, Kleine Sperlgasse. Als musikbegabter Schüler und Pianist arbeitete er nach der Matura im Jahre 1929 als Dozent am Wiener Arbeiterkonservatorium und studierte daneben als „Werksstudent“ von 1929 bis 1934, unterbrochen durch eine einjähriges Studienjahr 1932/33, an der Philosophischen Fakultät der Universität Wien Psychologie und exakte Philosophie bei Hermann Swoboda, Karl Bühler und Moritz Schlick sowie Musikwissenschaft bei Robert Lach und auch Germanistik.
Ein beabsichtigtes Medizinstudium war in der Zeit der Weltwirtschaftskrise um 1928 aber für ihn nicht möglich. Da Racker ein talentierter Pianist war, trug er als Musiklehrer am Neuen Wiener Konservatorium zum Familieneinkommen bei und finanzierte sich gleichzeitig sein Psychologie- und Studium der Musikwissenschaften an der Universität Wien. Seinen Pianounterricht nahm er u. a. bei Olga Novaković (1884–1946), einer Schülerin von Arnold Schönberg. Im Jahre 1935 erhielt er seine Promotion in Philosophie. Der große Lehrer aus Rackers Jugendzeit war Oskar Adler, seines Zeichens Musiker und Astrologe, dessen Astrologieunterricht Racker ab dem Jahre 1929 längere Zeit besuchte.
Schon 1936 trat er als Kandidat der Wiener Psychoanalytischen Vereinigung bei und begann mit seiner Lehranalyse bei Jeanne Lampl-de Groot. Im Jahr 1937 begann er sein Medizinstudiums, das er aber wegen des Todes seines Vaters 1937 unterbrach. Mit dem Anschluss Österreichs im März 1938 wurden die Lebensbedingungen für Racker schlechter, was ihn 1939 ins argentinische Exil führte. Racker floh über Dänemark und Uruguay nach Argentinien, während sich seine Mutter und sein Bruder in das Exil in die Vereinigten Staaten von Amerika begaben.
In Argentinien begann er zunächst, mit geringen Spanischkenntnissen, wiederum Klavier zu unterrichten und Musik aufzuführen. Mit dem verdienten Einkommen konnte er erneut seine psychoanalytische Ausbildung fortsetzen, zunächst bei dem in Spanien geborenen Analytiker und Mitbegründer der Argentinischen Psychoanalytischen Vereinigung (APA) (spanisch: „Asociación Psicoanalítica Argentina, APA“), Ángel Garma, später in einer weiteren Lehranalyse bei Marie Langer. Auch sie war vor dem nationalsozialistischen Faschismus geflohen und war eine Mitgründerin der APA. Racker wurde im Jahre 1947 außerordentliches und ab 1950 ordentliches Mitglied der APA. Ab 1951 praktizierte er als Lehranalytiker der APA und wirkte in der Lehre und Forschung, später wurde er Leiter des Lehrinstituts der APA.
1944, während eines Besuchs in Uruguay, lernte Racker seine spätere Ehefrau Geneviève (Noune) Tronquoy de Rodrigué (1925–1971) kennen, sie wurde in Paris als Tochter des Architekten Francisque Fleury Tronquoy geboren. Beide heirateten im April 1944. Auch seine Ehefrau praktizierte als Psychoanalytikerin. Das Paar bekam zwei Söhne, Daniel (* 1945) und Diego (* 1950).
Racker starb nach einer kurzen, dramatisch verlaufenden Krebserkrankung (Leberkrebs) in Buenos Aires. Obgleich schon schwer erkrankt engagierte er sich für die Gründung einer Psychoanalytischen Poliklinik (Clínica Psicoanalítica „Dr. Enrique Racker“), die kurz nach seinem Tod eröffnet wurde und seinen Namen trägt.

## Leistungen
Racker beschäftigte sich besonders mit dem Problemfeld der Übertragung und Gegenübertragung im psychoanalytischen Setting, so hielt er 1948 einen Vortrag auf der APA-Konferenz mit dem Titel „La neurosis de contratransferencia“ (deutsch: Die Gegenübertragungsneurose). Im Jahr 1961 war er Mitglied des Symposiums „The factors of healing in psychoanalysis“ auf dem Internationalen Psychoanalytischen Kongress in Edinburgh.
In seiner im Jahre 1959 erschienenen Schrift „Estudios sobre técnica psicoanalítica“ wurden seine Überlegungen und Betrachtungen, unter Mitwirkung von Werner Kemper, im deutschsprachigen Raum zugänglich.
Racker baut seine Betrachtungen u. a. auf die Überlegungen von Paula Heimann auf. Diese stellte auf dem „16. Internationalen Psychoanalytischen Kongress in Zürich“ ihre Studie „On Countertransference“ vor, die sie 1950 publizierte. Ihre grundlegende Annahme war, das sich in der Kommunikation das Unbewussten des Patienten sich mit dem Unbewussten des Therapeuten verschränkten. Racker übernimmt schon früh die Idee einer „dyadischen, beziehungsorientierten psychoanalytischen Bahandlungstechnik“, er sah das psychoanalytische Setting vor allem als Ausdruck einer „Reaktivierung unbewusster Objektbeziehungen in der Übertragung und Gegenübertragung“.
Vor allem dem Phänomen der Gegenübertragung widmete er Aufmerksamkeit, er differenzierte eine:
- konkonkordante Identifizierung zwischen den internen Strukturen des psychischen Apparates des Analytikers mit denen des Patienten, was hier bedeutet der Therapeut fühlt wie der Patient. Dies nannte Racker „konkordante Gegenübertragung“.
- komplementäre Identifizierung[15] sie bestehen in einer Identifizierung mit den inneren Objektrepräsentanzen[16] des Patienten durch den Therapeuten. Das besondere ist, dass der Therapeut diese Identifizierung mittels projektiver Identifikation abwehrt. Racker kennzeichnet diesen Ich-Zustand des Therapeuten mit „komplementärer Gegenübertragung“.[17]

## Schriften (Auswahl)
- A contribution to the problem of countertransference. International J. of Psycho-Analysis (1953) 34:4, 313–324.
- The meanings and uses of countertransference. Psychoanalytic Quarterly (1957), 26:3  303–357.
- Psicoanálisis del espíritu; consideraciones psicoanalíticas sobre filosofía, religión, antropología, caracterología, música, literatura, cine. Nova. A.P.A., Buenos Aires 1957
- Übertragung und Gegenübertragung: Studien zur psychoanalytischen Technik. (Original 1959), Ernst Reinhardt, München / Basel 1978, ISBN 3-497-00834-6.
- Observaciones sobre la contratransferencia como instrumento técnico. Revista de Psicoanálisis (1951), 9, 342–354.
- Contribution to the problem of countertranference. International Journal of Psychoanalysis (1948), 34, 313–324
- Aportación al problema de la contratransferencia. Revista de Psicoanálisis (1955), 12, (4). (gekürzte Version von Racker 1953)
- Counter-resistance and interpretation. Journal of the American Psychoanalytic Association (1956), 6, 215–221.
- Estudios sobre técnica psicoanalítica. Paidós, Buenos Aires 1960.